# Кобринская, Наталия Ивановна
Наталия Ивановна Кобринская, Наталия Ивановна Кобрынская (укр. Наталія Іванівна Кобринська, дев. фам. — Озаркевич; 8 июня 1855, с. Белелуя — 22 января 1920, Болехов) — украинская писательница.

## Биография
Наталия Озаркевич родилась 8 июня 1855 года в селе Белелуя, в семье священника. Была старшей из пяти детей.
Одна из первых украинских феминисток. Овдовев, стала активной проповедницей равноправия для женщин, направляла петиции о разрешении женщинам доступа в университеты, писала повести на тему женской эмансипации и учредила в городе Станиславове «Товариство руських жінок».
Совместно с Оле́ной Пчи́лкой в 1889 году выпустила альманах «Перший вінок», заложивший основы женских журналов, которые редактировали и издавали женщины.
Наталия Ивановна Кобринская умерла 22 января 1920 года в городе Болехове от тифа.